# Kasteel van Valkenisse
Het kasteel van Valkenisse stond in het verdronken dorp Valkenisse, provincie Zeeland. De resten van het kasteel en het dorp liggen onder water in de Westerschelde en zijn een archeologisch rijksmonument.

## Geschiedenis
De eerste duidelijke vermelding van het kasteel dateert uit een overloper uit 1558. Hierin wordt verwezen naar een locatie ten oosten van de plek 'daer Casteel op gestaen heeft'. Een mogelijk oudere vermelding van het kasteel is afkomstig uit 1455: tijdens een proces over het collatierecht van de kerk van Valkenisse gaf Johannis Roeper een deels gefingeerd relaas over de historie van Valkenisse, maar zijn melding dat ridder Falko er een huis (oftewel: een kasteel) heeft gebouwd kan als aannemelijk worden beschouwd.
Uitgaande van het verhaal uit 1455, is het kasteel van Valkenisse dus begin 13e eeuw gesticht door de Vlaamse ridder Falko of zijn zoon Witto. Mogelijk was Falko betrokken bij de inpoldering van de schorren. Hij zou in ieder geval zijn naam geven aan het kasteel en het dorp: de nes (=landtong) van Falko. Zoon Witto was verantwoordelijk voor de stichting van de westelijker gelegen dorpskerk van Valkenisse die in 1233 werd ingewijd.
Het kasteel zal gefungeerd hebben als de woonplaats van de heren van Valkenisse. De laatste van hen was Philips van Valkenisse, die in 1511 zijn bezittingen en ambachtsheerlijke rechten verkocht en naar Antwerpen vertrok.
In 1558 was het kasteel verdwenen.

## Archeologisch onderzoek
In de jaren 90 van de 20e eeuw kwamen restanten van het in 1682 verdronken dorp Valkenisse tevoorschijn op de schorren van Waarde. In 1994 werden ten oosten van het verdronken dorp de resten van het kasteel ontdekt, waarna in 1995 nader archeologisch onderzoek plaatsvond. Hierbij zijn de resten teruggevonden van twee ronde hoektorens met aansluitende muren, een woongedeelte aan de oostzijde, een waterput en twee beerputten. Het kasteel werd gedateerd op de 14e of 15e eeuw. Het ging om een vierkant kasteel van 25 bij 25 meter groot. In de beerput is aardewerk aangetroffen uit de eerste helft van de 15e eeuw.
Het kasteel was relatief klein en veel van het gevonden aardewerk en etensresten duidt niet direct op een hoge status van de eigenaren. Daarentegen zijn er ook vondsten gedaan die wel degelijk wijzen op een belangrijke status, zoals een zalfsteentje. Ook zijn er botjes van pauwen en zwanen gevonden, hetgeen betekent dat de heren van Valkenisse dure banketten hebben georganiseerd en zo hun belang aantoonden.
Na het archeologisch onderzoek zijn delen van het kasteel verdwenen door de erosie van het zeewater van de Westerschelde. In 2002-2003 zijn daarom twee strekdammen aangelegd om het verdronken dorp en kasteel te beschermen tegen verdere erosie.
Aldegonde · Kasteel van Axel · Baarland · Baarsdorp · Barbestein · Biervliet · Bieweg · Blodenburg · Huis der Boede · Brijdorpe · Bruëlis · 't Burchtje · Burggravensteen · Buttinge · Coxijde · Crayenstein · Duinbeek · Duivelsberg · Ellewoutsdijk · Filippenburg · Geersdijk · Gistellis · Gravenhof · Slot Haamstede · Kasteel Hellenburg · Herkestein · Heuvelsweg · Hoge Huis · Ter Hooge · Hoogkamer · Kats · Kind van Trente · Kleverskerke · Kortgene · Kreke · Kruiningen · Laterdale · Lodijke · Maalstede (Hulst) · Maalstede (Kapelle) · Magdalon · Hof Ter Moere · Moermond · Te Mortiere · Muiden · Hof ter Nisse (Nisse) · Hof ter Nisse (Ossenisse) · Oostende · Oostende (Goes) · Oosterstein · Poelvoorde · Poortvliet · Popkensburg · De Pottere · Poucques · Pronkenburg · Ravenstein · Saeftingher Slot · Kasteel van Sint-Maartensdijk · Schengen · Sluis · Smallegange · Stavenisse · Tolhuis van Iersekeroord · Huus ter Tolne · Torenberg · Torenhoeve · Toren van Bourgondië · Troye · Valkenisse · Vinninghen · Vlissingen · Voorhoute · Waarde · Watervliet · Weldamme · Welland · Huis te Werf · Te Werve · Westenschouwen · Westhove · Westkerke · Windenburg · Zandenburg · Zwanenburg